# خانواده: اعلامیه‌ای به جهان

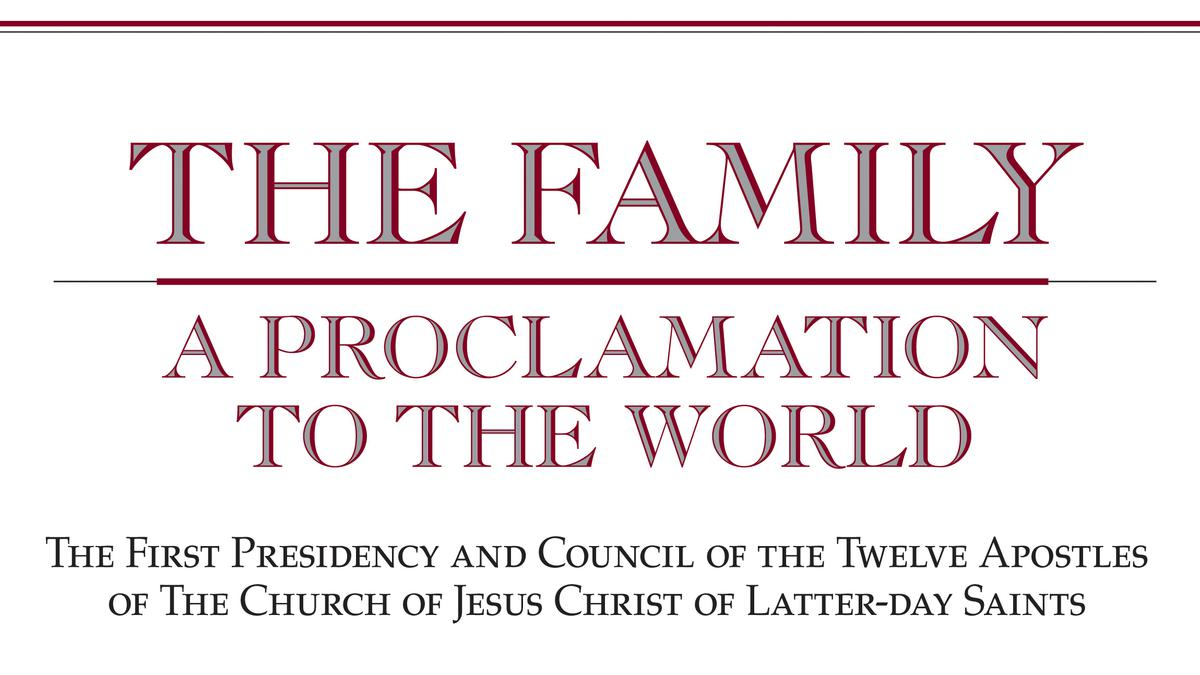
خانواده: اعلامیه ای به جهان" بیانیه مهم کلیسای LDS در سال 1995 بود.

خانواده: اعلامیه‌ای به جهان (انگلیسی: The Family: A Proclamation to the World) بیانیه ای است که در سال ۱۹۹۵ توسط کلیسای عیسی مسیح قدیسان آخرالزمان (کلیسای LDS) صادر شد که موضع رسمی کلیسا را در مورد خانواده، ازدواج، نقش‌های جنسیتی و میل جنسی در انسان را اعلام کرد. این بیانیه اولین بار توسط رئیس کلیسا گوردون بی. هینکلی اعلام شد.

## محتوی
ادعاهای اعتقادی:
1. ازدواج زن و مرد از جانب خداوند مقرر شده‌است.
2. خانواده از سوی خداوند منصوب شده و محور برنامه خداوند است.
3. همه انسانها به صورت خدا آفریده شده‌اند.
4. به عنوان پسر یا دختر روحی محبوب والدین بهشتی، هر فرد دارای طبیعت و سرنوشت الهی است.
5. نقش جنسیتی یک مشخصه اساسی هویت انسان قبل، حین، و پس از زندگی پس از مرگ زندگی بر روی زمین است.
6. "در قلمرو پیش از مرگ، پسران و دختران روح خدا را به عنوان پدر ابدی خود می‌شناختند و می‌پرستیدند و نقشه او را پذیرفتند.
7. آیین‌ها و عهدهای مقدس موجود در معابد مقدس کلیسای عیسی مسیح قدیسین روزهای آخر، بازگشت افراد به حضور خدا در بهشت و اتحاد ابدی خانواده‌ها را ممکن می‌سازد.
8. خداوند والدین را در مورد نحوه ایفای مسئولیت در قبال خانواده خود مسئول خواهد دانست.
9. «کودکان حق دارند در پیوندهای زناشویی به دنیا بیایند و توسط پدر و مادری بزرگ شوند که به عهد و پیمان زناشویی با وفاداری کامل احترام بگذارند.»

شرایط اندرز:
1. فرمان خدا به آدم و حوا در باغ باغ عدن برای تکثیر و پر کردن زمین به قوت خود باقی است.
2. روابط جنسی مقدس است و فقط بین زن و مردی که شرعاً به عنوان زن و شوهر با هم ازدواج کرده‌اند، صورت می‌گیرد.
3. تولید مثل از سوی الهی تعیین شده‌است و بنابراین زندگی مقدس و بخش مهمی از برنامه خداوند است.
4. والدین مسئولیت جدی برای دوست داشتن و مراقبت از یکدیگر و فرزندان خود دارند.
5. مسئولیت‌های والدین در قبال فرزندان شامل تربیت «در عشق و درستی»، تأمین «نیازهای جسمی و روحی» و آموزش «به آنها عشق ورزیدن و خدمت به یکدیگر، رعایت احکام خدا و شهروندان قانون‌مدار» است.
6. خوشبختی و موفقیت از طریق پیروی از آموزه‌های عیسی مسیح و از طریق «ایمان، دعا (نماز)، توبه، بخشش، احترام، عشق، شفقت، کار، و فعالیت‌های تفریحی سالم به دست می‌آید.
7. پدران بنا به دستور الهی باید با محبت و عدالت بر خانواده‌های خود ریاست کنند و موظفند مایحتاج زندگی و حفاظت از خانواده‌های خود را تأمین کنند.»
8. مادران در درجه اول مسئول تربیت فرزندان خود هستند.
9. پدران و مادران موظفند به عنوان شریک مساوی به یکدیگر کمک کنند.
10. شهروندان و افسران دولت باید «تدابیری را که برای حفظ و تحکیم خانواده به‌عنوان واحد اساسی جامعه طراحی شده‌است، ترویج دهند».

هشدارها:
1. کسانی که مرتکب زنای محصنه یا «آزار و اذیت همسر یا فرزندان می‌شوند، یا از عهده مسئولیت‌های خانوادگی کوتاهی می‌کنند، روزی در پیشگاه خداوند پاسخگو خواهند بود».
2. از هم پاشیدگی خانواده «فاجعه پیشگویی شده توسط پیامبران قدیم و جدید» را به همراه خواهد داشت.